# Собор Святых Петра и Павла (Улан-Батор)
Собор святых апостолов Петра и Павла — католическая церковь, находящаяся в районе Баянзурх, столицы Монголии городе Улан-Батор. Кафедральный собор Апостольской префектуры Улан-Батора.

## История
В 1996 году филиппинский миссионер из монашеской конгрегации Непорочного Сердца Марии Венсеслао Сельга Падилья построил в Улан-Баторе первую в истории Монголии католическую церковь святых Петра и Павла, которую 27 мая этого же года в День Сошествия Святого Духа освятил апостольский нунций архиепископ Булайтис.
Строительство современного собора святых апостолов Петра и Павла в Улан-Баторе на месте предыдущего одноимённого храма началось вскоре после учреждения Римским папой в 2002 году Апостольской префектуры Улан-Батора (ранее называлась Апостольской префектурой Урги, была основана в 1922 году). Церковь была построена по проекту архитектора из Сербии Предака Ступара. Архитектурная структура храма напоминает традиционное монгольское круглое жилище юрту. В 2005 году на куполе, напоминающем круглый верх юрты, по проекту брата из общины Тэзе Марка были добавлены 36 полукруглых окон с витражами. Он также в сотрудничестве с южнокорейским художником Чо украсил храм четырьмя витражами с изображением снежного барса, орла, ангела и яка, которые, по его словам, символизируют четырёх Евангелистов.
Церковь вмещает около 500 человек. Здание имеет три крыла, в которых размещаются различные административные и благотворительные организации Апостольской префектуры Улан-Батора. В настоящее время в западном крыле находятся административные помещения, в восточном крыле размещается библиотека и благотворительная аптека и в южном крыле находятся детский сад и реабилитационный центр.
Обряд освящения
29 августа 2003 года в храме состоялось рукоположение в католического епископа священника из Филиппин Венсеслао Сельги Падильи. Недостроенный храм был освящён на следующий день после рукоположения Весеслао Сельги Падильи 30 августа 2003 года префектом Конгрегации евангелизации народов кардиналом Крешенцио Сепе в присутствии правительственных чиновников, иностранных послов, буддийских лам и прихожан. В обряде освящения также принимал участие апостольский нунций в Южной Корее архиепископ Джованни Баттиста Морандини. Во время освящения храма был совершён монгольский обряд благословения жилища. Две женщины среднего возраста из числа прихожан, одетые в традиционную женскую монгольскую одежду, вылили молоко из серебряных сосудов перед входом в церковь и окропили молоком окружающее пространство. После этого они предложили священнослужителям выпить из сосудов молоко в знак того, что этот храм стал их новым домом.